# Santiago King
Santiago King (nacido James King) fue un marino irlandés que combatió en la escuadra de las Provincias Unidas del Río de la Plata en la Campaña Naval de 1814 contra los realistas de la ciudad de Montevideo.

## Biografía
El 10 de marzo de 1814 la escuadra revolucionaria enfrentó a la realista al mando del capitán Jacinto de Romarate en el combate naval de Martín García.
El sargento mayor Santiago King comandaba desde el 22 de febrero de 1814 la corbeta Céfiro
El plan de Brown consistía en atacar por frente y retaguardia a la línea española. A esos efectos destacó una división compuesta por el Fortuna, Carmen y San Luis para que rodeando por el oeste el banco situado a estribor de los realistas cayera sobre su retaguardia mientras la fuerza principal atacaba su frente. Formaba esta división la Hércules sobre el ala izquierda, luego la Céfiro, el Nancy y la Juliet sobre el ala derecha.
A las 13:30, sin que estuviera aún en posición la división de flanqueo, la escuadra de Brown, en vanguardia la Juliet por tener el mejor práctico, abrió fuego vivo sobre los realistas que fue de inmediato respondido.
La capitana argentina intentó avanzar bajo fuego sobre la enemiga pero habiendo perdido a su piloto varó en el banco del oeste de la isla bajo tiro de cañón y de proa al enemigo, con lo que sufrió el fuego sostenido enemigo con fuertes pérdidas y sin poder responder más que con tres cañones, dedicando sus cañones de banda a las baterías en tierra. Brown cuestionó en su parte la manera en que el resto de la escuadra "se condujo durante la acción, a pesar de haberse hecho todas las señales y haber ido personalmente en mi bote antes de las 12 de la noche a instar y suplicar su apoyo, todo lo cual resultó inútil".
En esta, la primera y más sangrienta jornada del Combate de Martín García, Romarate consiguió rechazar exitosamente el asalto. Tras las reparaciones y contando con el solo refuerzo de 49 hombres Brown volvió contra toda previsión al ataque y el 15 de marzo en una operación anfibia tomó la isla y forzó a la escuadra de Romarate a refugiarse en el Río Uruguay, dividiendo definitivamente las fuerzas enemigas y abriendo el camino al bloqueo de la ciudad de Montevideo.

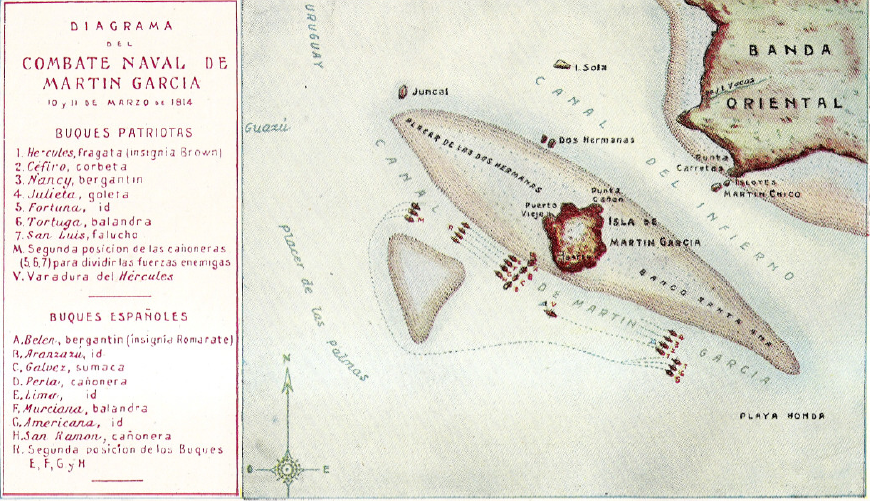
Croquis del Combate de Martín García (donde se refiere a Tortuga debe leerse Carmen).

Participó luego al mando del sargento mayor Santiago King del Combate naval del Buceo, que se inició el 14 de mayo y, tras cesar por las condiciones meteorológicas adversas, se reinició el 17 frente a Montevideo, culminando con una victoria decisiva de Brown. En el combate capturó el buque realista Paloma.
El 18 de mayo dejó el mando a Robert Jones. En octubre y noviembre de 1814 recibió el mando de la fragata Mercurio, capturada a los realistas tras la caída de Montevideo.
Sirvieron en la Armada Argentina de manera destacada al menos otras dos personas de apellido King: el Pilotín William King y el Sargento Mayor de Marina Juan King, héroe de la Guerra del Brasil.